# Cyklisten
Cyklisten er en dansk kortfilm fra 1958 med instruktion og manuskript af Henning Carlsen.

## Handling
En dreng får sig en ny cykel, som han behandler godt, men så bliver cyklen stjålen af en lømmel, som ikke behandler den godt. Cyklen flygter fra ham og ender i en sø, hvor den taler med fiskene, indtil den oprindelige ejer tilfældigt fisker den op.